# 大洋洲弯尾蚤
大洋洲弯尾蚤（学名：Camptocercus australis）为盘肠蚤科弯尾蚤属的动物。分布于印度、印度尼西亚、拉丁美洲、大洋洲等地，多见于热带及亚热带地区的浅的池塘中。